# Platostoma clausum
Platostoma clausum là một loài thực vật có hoa trong họ Hoa môi. Loài này được Elmer Drew Merrill miêu tả khoa học đầu tiên năm 1912 dưới danh pháp Mesona clausa. Năm 1997 A. J. Paton chuyển nó sang chi Platostoma.
Loài này là bản địa Philippines (Culion).